# Neánida
La neánida es la primera fase del desarrollo de los insectos con  metamorfosis sencilla (hemimetabolía), inmediatamente después de salir del huevo.
El animal presenta en esta fase el mismo aspecto que el adulto, pero sin las alas. Puede realizar varias mudas en este estado antes de empezar a desarrollar las alas, momento en que pasa a denominarse ninfa.